# Матусовка (Минская область)
Матусовка (бел. Матусоўка) — деревня в Червенском районе Минской области Беларуси. Входит в состав Ляденского сельсовета.

## Географическое положение
Расположена в 22 километрах к юго-востоку от Червеня, в 84 км от Минска.

## История
Согласно переписи населения Российской империи 1897 года околица Матусова Голова, входившая в состав Юровичской волости Игуменского уезда Минской губернии, здесь было 10 дворов, проживали 80 человек. На 1908 год насчитывалось 16 дворов и 79 жителей. На 1917 год деревня, её население возросло до 114 человек (48 мужчин и 66 женщин). 20 августа 1924 года вошла в состав вновь образованного Хуторского сельсовета Червенского района Минского округа (с 20 февраля 1938 — Минской области). Согласно переписи населения СССР 1926 года насчитывался 21 двор, проживали 136 человек. Во время Великой Отечественной войны деревня была оккупирована немецко-фашистскими захватчиками в июле 1941 года, 7 её жителей не вернулись с фронта. Освобождена в июле 1944 года. На 1960 год население деревни составило 85 человек. В то время при местном колхозном хозяйстве был табун из 18 лошадей, который затем был переведён в Подосиновку, после чего в Матусовке был открыт телятник на 160 голов. В 1980-е годы деревня относилась к колхозу «Знамя Октября». На 1997 год здесь было 9 домов и 13 жителей, работал магазин. 30 октября 2009 года в связи с упразднением Хуторского сельсовета передана в Ляденский сельсовет. На 2013 год 2 круглогодично жилых дома, 3 постоянных жителя.

## Население
- 1897 — 10 дворов, 80 жителей
- 1908 — 16 дворов, 79 жителей
- 1917 — 16 дворов, 114 жителя
- 1926 — 21 двор, 136 жителей
- 1960 — 85 жителей
- 1997 — 9 дворов, 13 жителей
- 2013 — 2 двора, 3 жителя